# Bezručova alej

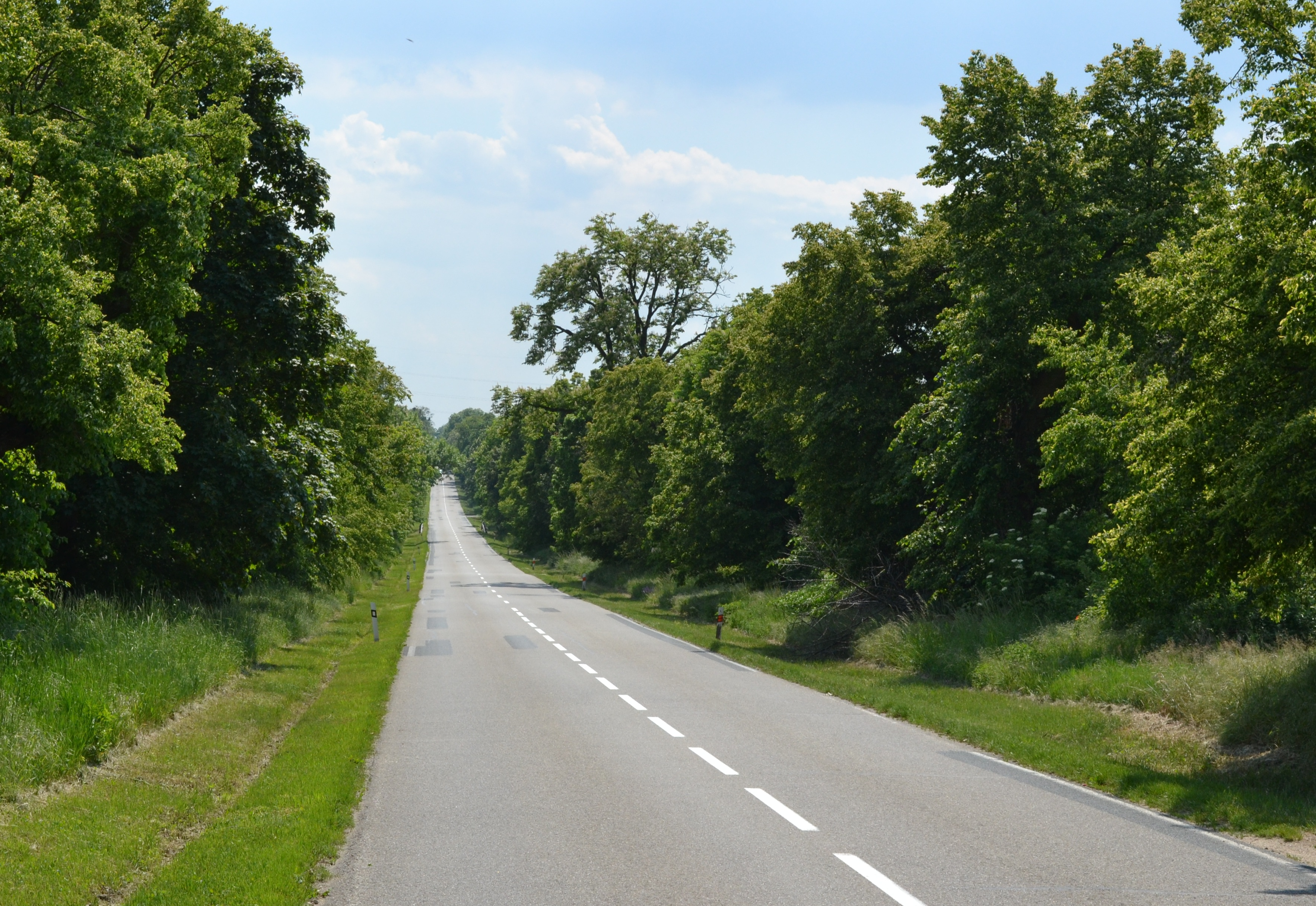
Bezruč-Allee

Die Bezručova alej (deutsch Feldsberger Allee) ist eine etwa sechs Kilometer lange Linden- und Kastanienallee zwischen Valtice und Lednice in Tschechien.
Die Allee gehört zu den Naturdenkmälern Tschechiens und liegt inmitten der als UNESCO-Welterbe eingetragenen Kulturlandschaft Lednice-Valtice. Sie wurde nach dem Dichter Petr Bezruč benannt, der die Landschaft und diesen Weg in seinem Gedicht Valčice verewigte.
Die Bezručova alej wurde von Tschechien zudem als FFH-Gebiet unter der Nummer CZ0623803 gemeldet und ist damit Bestandteil des europäischen Schutzgebietsnetzes Natura 2000. Das Schutzgebiet dient in erster Linie dem Schutz des Juchtenkäfers (Osmoderma eremita), der als Art von gemeinschaftlichem Interesse im Anhang II der FFH-Richtlinie geführt ist.
Die Straße durchquert das Schutzgebiet Lednické rybníky, das ebenfalls als Natura-2000-Gebiet gemeldet wurde.